# Alessandro Brogini
Alessandro Brogini (La Spezia, 20 dicembre 1958) è un ex multiplista e altista italiano.

## Biografia
Nel 1977 ottenne la medaglia di bronzo nel salto in alto ai Campionati Europei juniores, disputati a Donec'k, nell'allora Unione Sovietica (oggi in Ucraina). Stabilì il primato italiano del decathlon il 22 giugno 1980 a Copenaghen con 7644 punti. Il record fu superato nel 1988 da Marco Rossi. Questi i risultati ottenuti in quella gara:
Sempre nel 1980 partecipò alle Olimpiadi di Mosca, ma si ritirò dopo sette eventi per disguidi tecnici (l'asta non era stata recapitata in tempo per la gara). Nel 1981 fu campione italiano di decathlon, con 7413 punti.

## Record nazionali
- Decathlon: 7704 pt ( Lingby, 22 giugno 1980) tabella 1964-1983

## Palmarès
| Anno | Manifestazione  | Sede  | Evento    | Risultato | Prestazione | Note |
| ---- | --------------- | ----- | --------- | --------- | ----------- | ---- |
| 1980 | Giochi olimpici | Mosca | Decathlon | DNF       | -           |      |

## Campionati nazionali
- Oro ai Campionati italiani assoluti di atletica leggera, decathlon (1981)